# ساو روبرتو
ساو روبرتو بلدية في ولاية مارانهاو في المنطقة الشمالية الشرقية من البرازيل.